# جرثوم جنوبي مستوطن الرواسب
جرثوم جنوبي مستوطن الرواسب (الاسم العلمي: Limnohabitans australis) هي نوع من البكتيريا، سلبية الغرام، تتبع الجرثومات مستوطنة الرواسب.